# Liselotte Siegfried
Liselotte Siegfried (* 20. Juni 1935 in Winterthur) ist eine Schweizer Textilkünstlerin, Handstickerin und Schmuckdesignerin.

## Leben und Werk
Liselotte Siegfried absolvierte eine Ausbildung in Handstickerei bei Clara Zobrist in Winterthur. Danach bildete sie sich an der Kunstgewerbeschule Zürich weiter, wo sie 1970/1971 auch einen Lehrauftrag innehatte.
Liselotte Siegfried schuf Nadelarbeiten und entwickelte mit grossem Erfindungsreichtum neue Sticktechniken und Sticharten. Zum Textilen gesellten sich collageartig Materialien wie Stein und Draht, Papier und Zeichnungen. Ab den späten 1960er-Jahren verwendete sie in ihren Werken ausschliesslich Weisstöne.  
Ab 1980 begann Liselotte Siegfried Assemblage-Colliers aus zufällig gefundenen Objekten zu gestalten. 1983 schuf sie ein siebenteiliges Metallrelief aus Kupfer und Elektroteilen für das EWZ-Unterwerk in Zürich. In den 1990er-Jahren wurden Gitter und Netze zu Schlüsselmotiven in ihrem Werk.
Ihre Werke wurden auf zahlreichen Einzel- und Gruppenausstellungen im In- und Ausland gezeigt.